# Erwin Ringel
Pour les articles homonymes, voir Ringel (homonymie).
Erwin Ringel, né à Timișoara (Roumanie) le 27 avril 1921 et mort à Bad Kleinkirchheim en Carinthie (Autriche) le 28 juillet 1994 , est un médecin psychiatre, psychothérapeute et neurologue autrichien qui a œuvré pour la relance de la psychologie individuelle interdite sous le Troisième Reich et qui a fait des recherches sur la prévention du suicide.

## Biographie
Erwin Ringel construit à Vienne en 1948 le premier centre de prévention du suicide du monde. En 1954, il est chef du service psychiatrique pour femme à Vienne et fonde la première section psychosomatique d'Autriche. Il est cofondateur en 1960 de la Société autrichienne pour la psychologie individuelle.
Il a publié environ 600 œuvres, dont 20 livres. Ses principaux thèmes sont la prévention du suicide, la psychosomatique, les névroses, la psychologie sociale, les aspects psychologiques profonds dans l'art, la religion et la politique sociale.

## Récompenses et distinctions
- Prix Karl-Renner